# Stereo (TV-program)
Stereo var ett svenskt humorprogram i Sveriges Television med Peter Settman och Fredde Granberg. Programmet var en parodi på amerikanska pratshows, som exempelvis The Late Show with David Letterman. Settman och Granberg programledde parallellt med varandra från varsitt skrivbord, därav titeln Stereo. Programmet sändes i åtta avsnitt på torsdagskvällarna under perioden 31 oktober-19 december 1996.
Programmet hade flera sketcher och pseudodokumentära inslag, precis som duons tidigare underhållningsshow "Äntligen måndag", sedermera "Egäntligen Måndag", men även intervjuer med olika personer. Ett annat inslag var TV-serien De kallar oss Tratten och Finkel.
I TV-tablåerna beskrevs programmet som följer:
"The Original Settman Evening Show & Granberg Late Night Hour Live Peter Settman och Fredde Granberg. En halvtimme. Två talkshows.
Samtidigt. På samma kanal. Och så förstås: Dramadokumentären 'De kallar oss Tratten och Finkel'"

## Medverkande i urval
- Peter Settman
- Fredde Granberg
- Tomas Ledin (gäst i ett avsnitt)
- Carl-Ingemar Perstad (gäst i ett avsnitt)
- Ragnar Dahlberg (gäst i ett avsnitt)

### Fotnoter
1. ↑  SMDB-id: 001741185, läst: 10 februari 2020.[källa från Wikidata]
2. ↑  SMDB-id: 001741452, läst: 10 februari 2020.[källa från Wikidata]
3. ↑  ”Stereo”. Svensk mediedatabas. 31 oktober 1996. https://smdb.kb.se/catalog/id/001741185. Läst 30 mars 2011.
4. ↑  ”Stereo”. Svensk mediedatabas. 19 december 1996. https://smdb.kb.se/catalog/id/001741452. Läst 30 mars 2011.